# Zhujiajiao
Zhujiajiao (chinois simplifié : 朱家角镇 ; chinois traditionnel : 朱家角鎮 ; pinyin : Zhūjiājiǎo zhèn) (Shanghaïen Chukakoq) est une ville ancienne située dans le district de Qingpu, à Shanghai, en Chine. 
Zhujiajiao est une ville d'eau situé dans le district de Qingpu (Shanghai intra-muros). Elle a été fondée il y a environ 1 700 ans. Des découvertes archéologiques datant de 5 000 ans ont également été découvertes. Zhujiajiao possède encore 36 ponts en pierre, de nombreuses rivières et de nombreux bâtiments anciens. En 2019, la ville a été nommée l'une des 100 meilleures villes culturelles de Chine. 

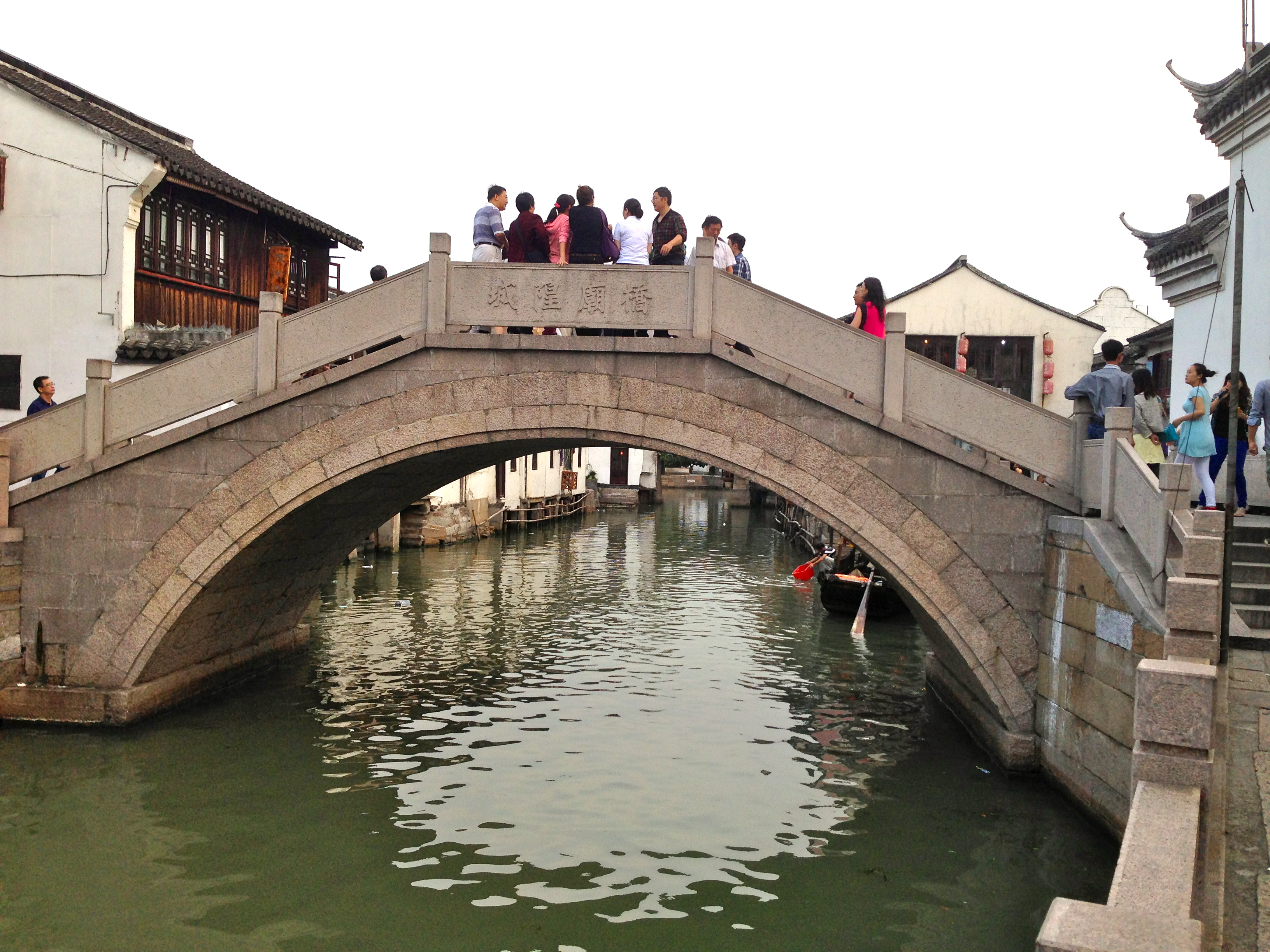
Pont de pierre typique du Jiangnan à Zhujiajiao

## Sites historiques
Le village a prospéré grâce au commerce de vêtements et de riz. Aujourd'hui, on trouve encore d'anciens bâtiments historiques tels que des rizeries, des banques, des magasins d'épices et même un bureau de poste de la dynastie Qing. 

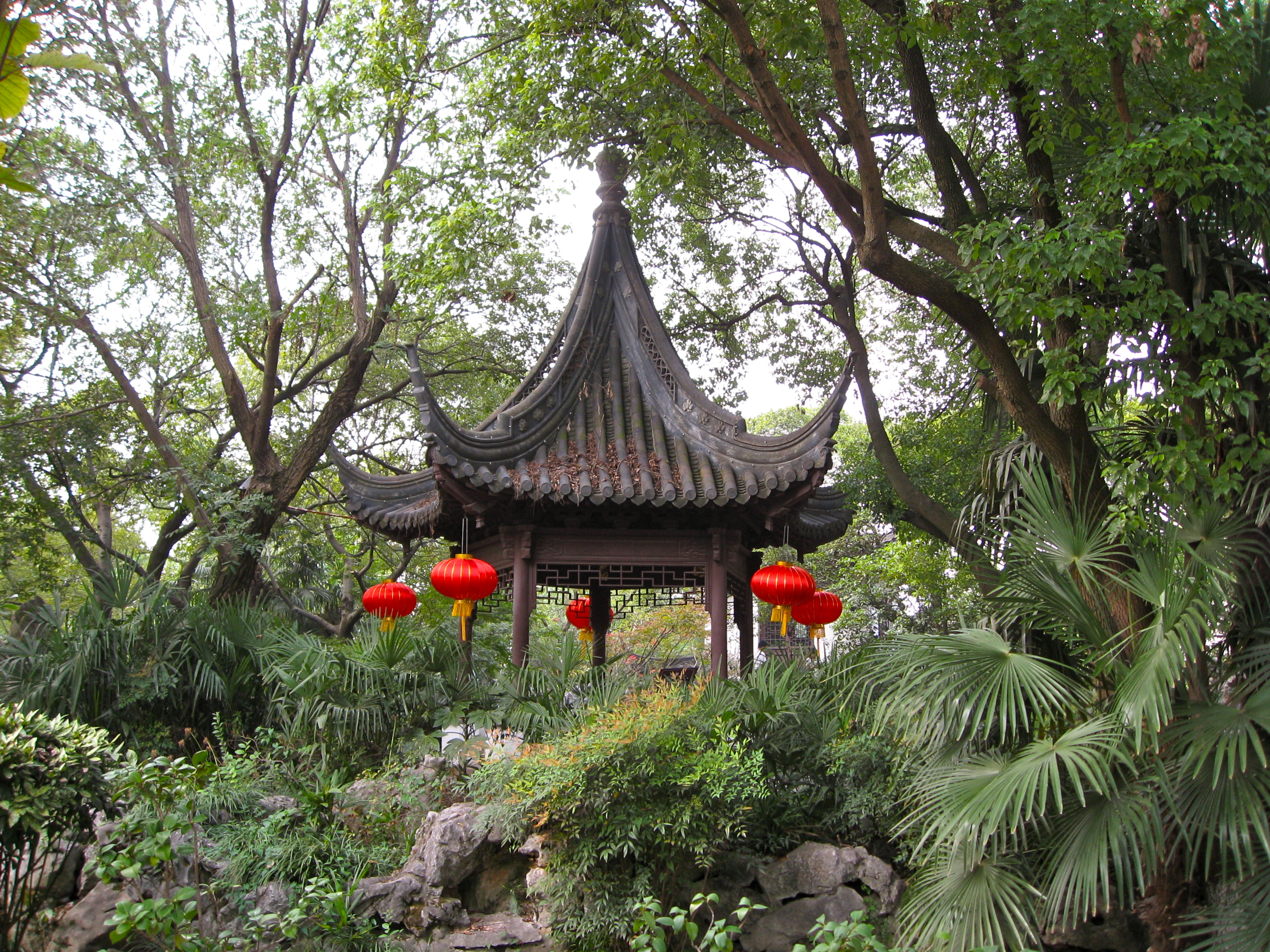
Pavillon du Lion à l'envers dans le jardin de Kezhi

Cependant, le surdéveloppement récent menace l'authenticité du village. Notamment les nombreuses constructions à but touristique et commercial dans et autour de la vieille ville. 

## Cuisine
La ville est célèbre pour sa cuisine, en particulier le soja vert (haricot mungo), le zarou, les racines de lotus et d'autres aliments.

## Transport
En raison de son grand nombre de voies navigables, une grande partie du transport de Zhujiajiao se fait par bateau. Le Zhujiajiao se trouve à distance de marche de la station de métro Zhujiajiao sur la ligne 17 du métro de Shanghai. 

## Galerie

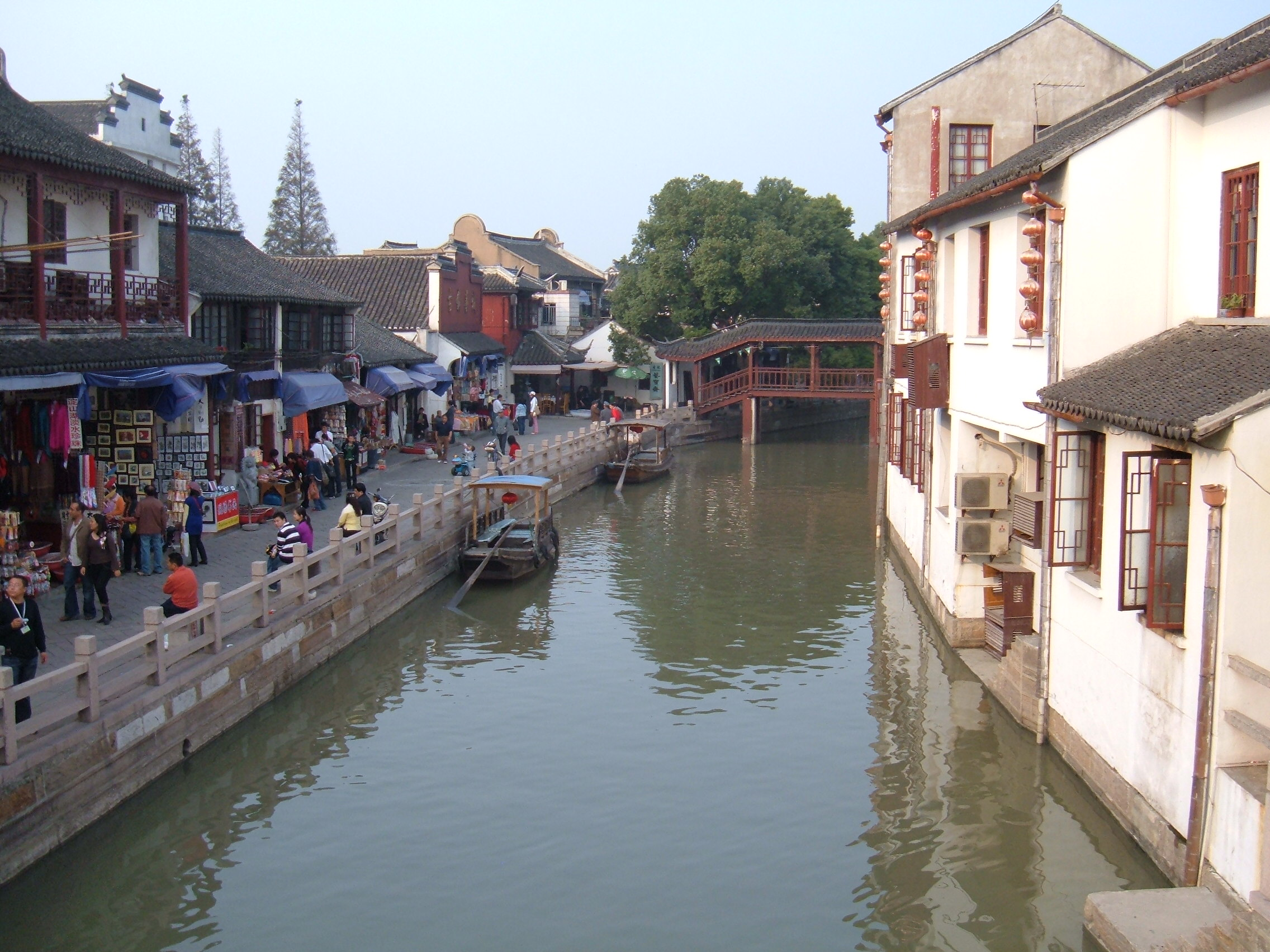
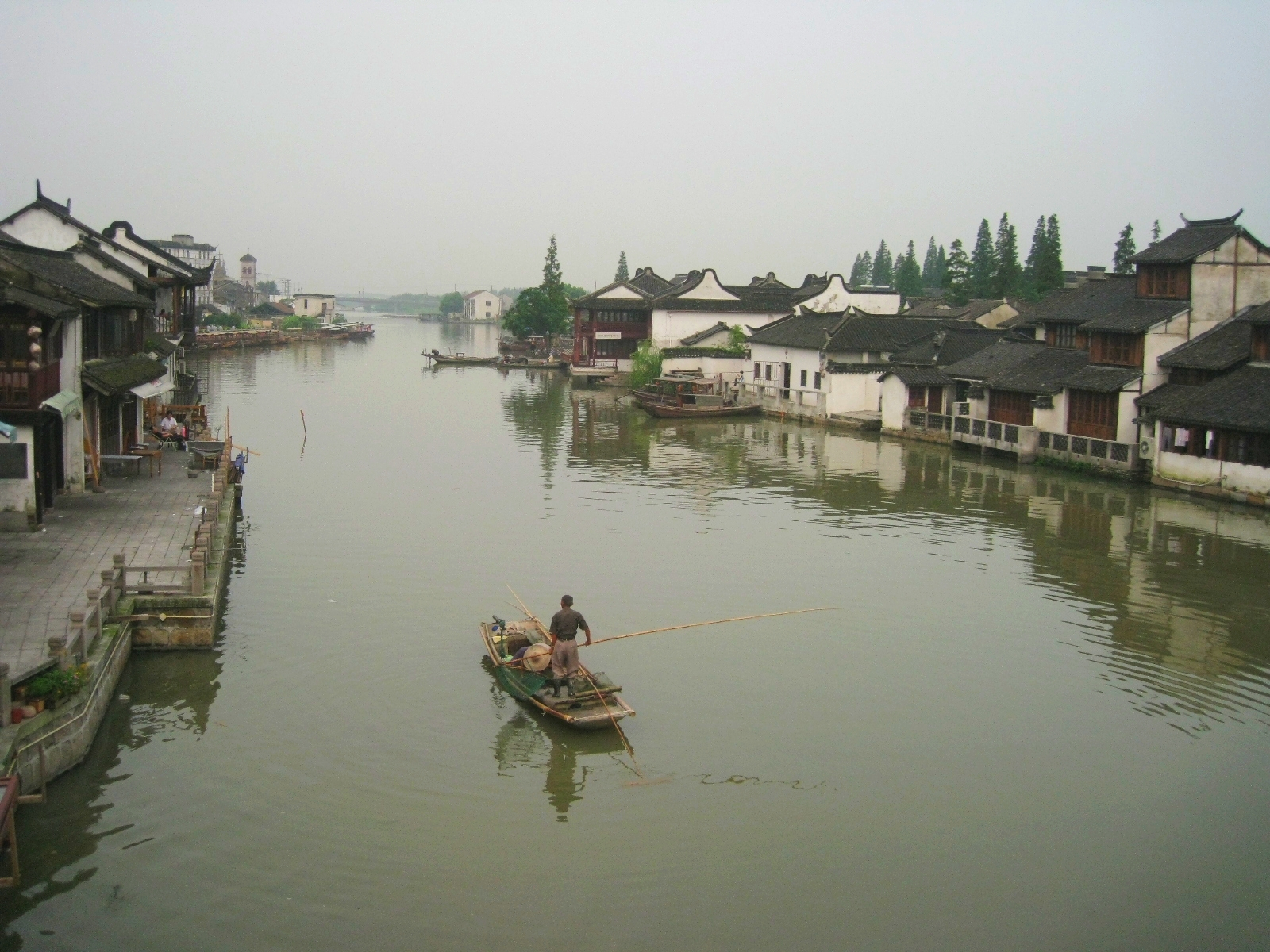
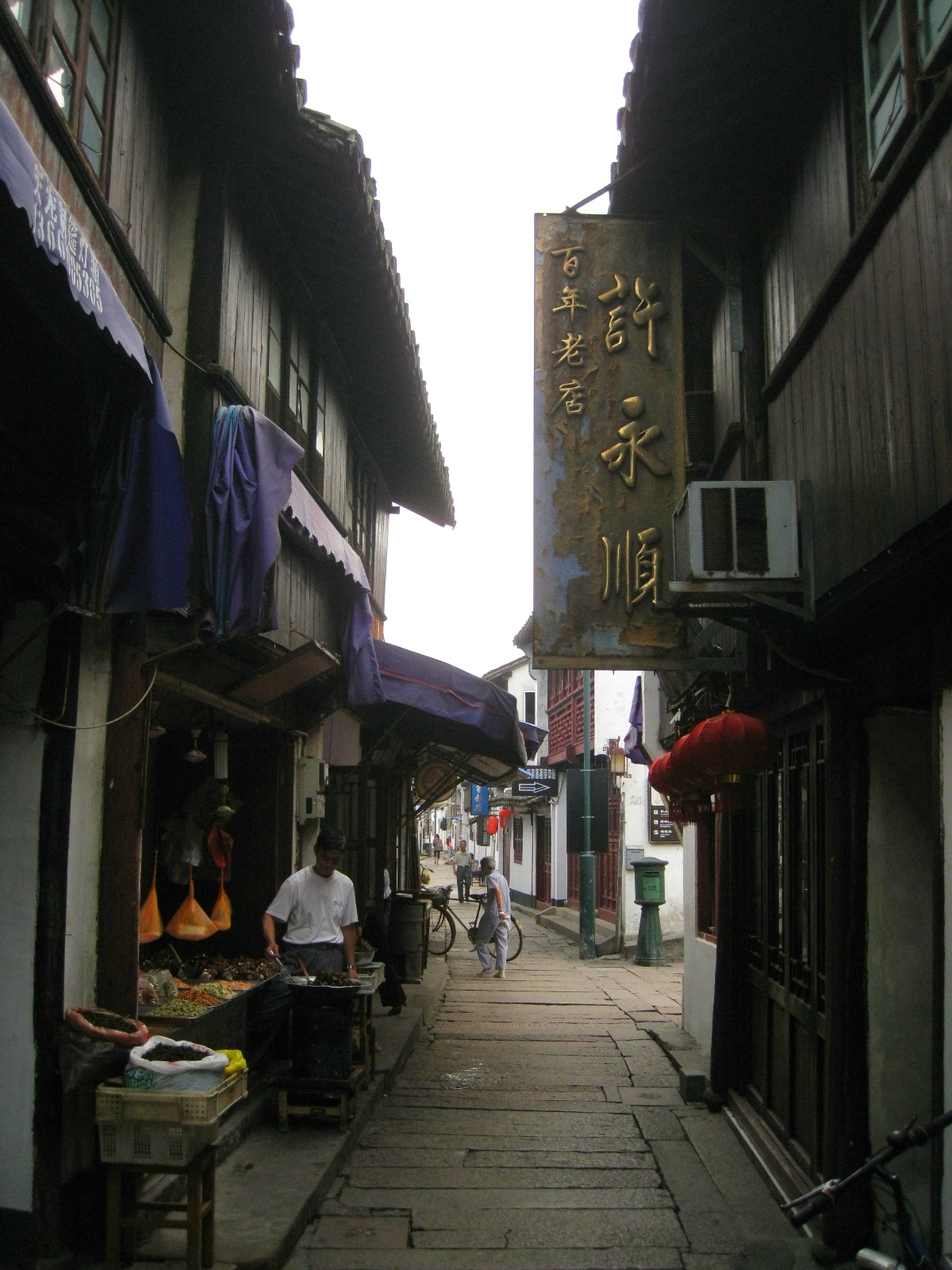
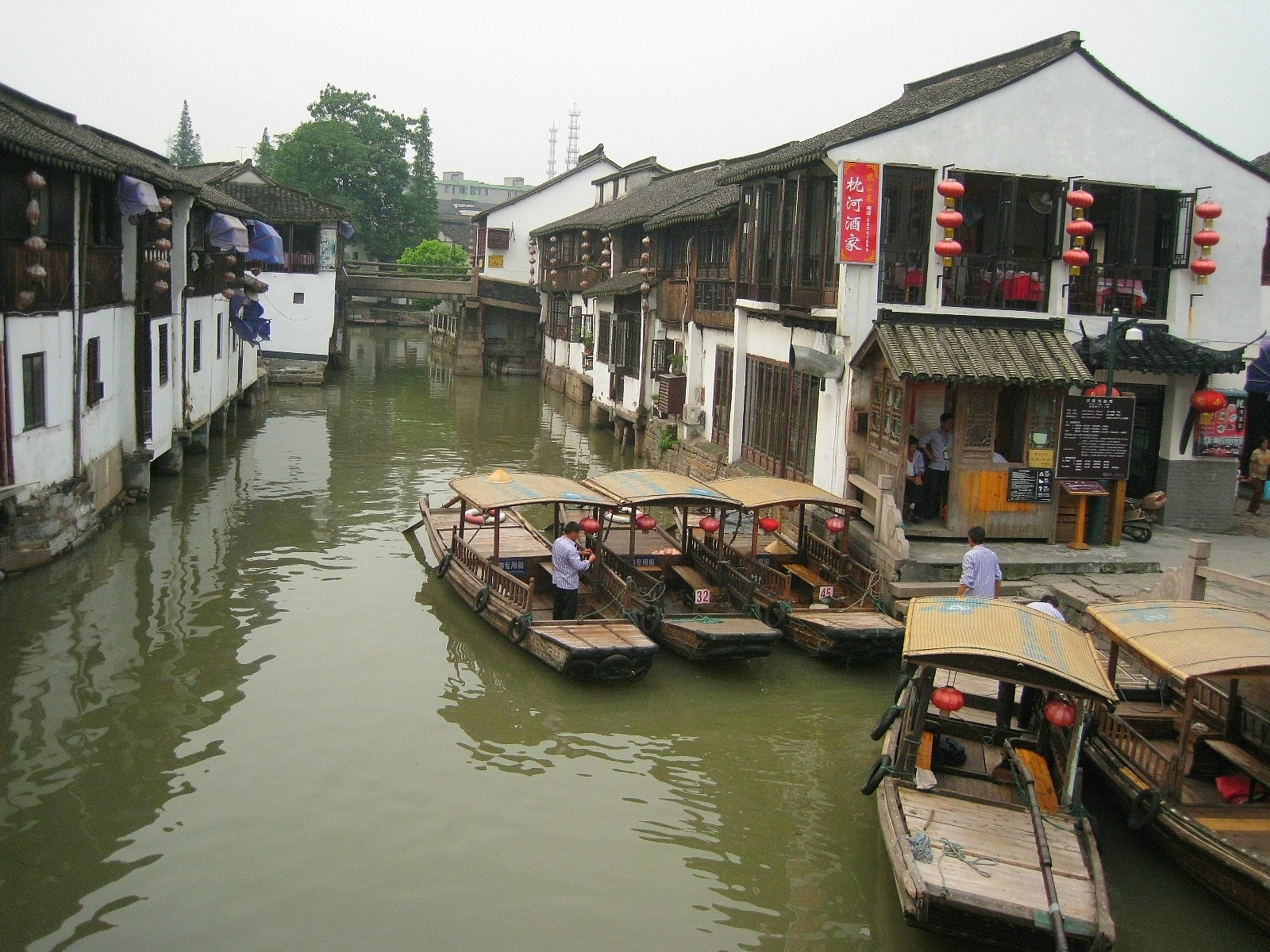
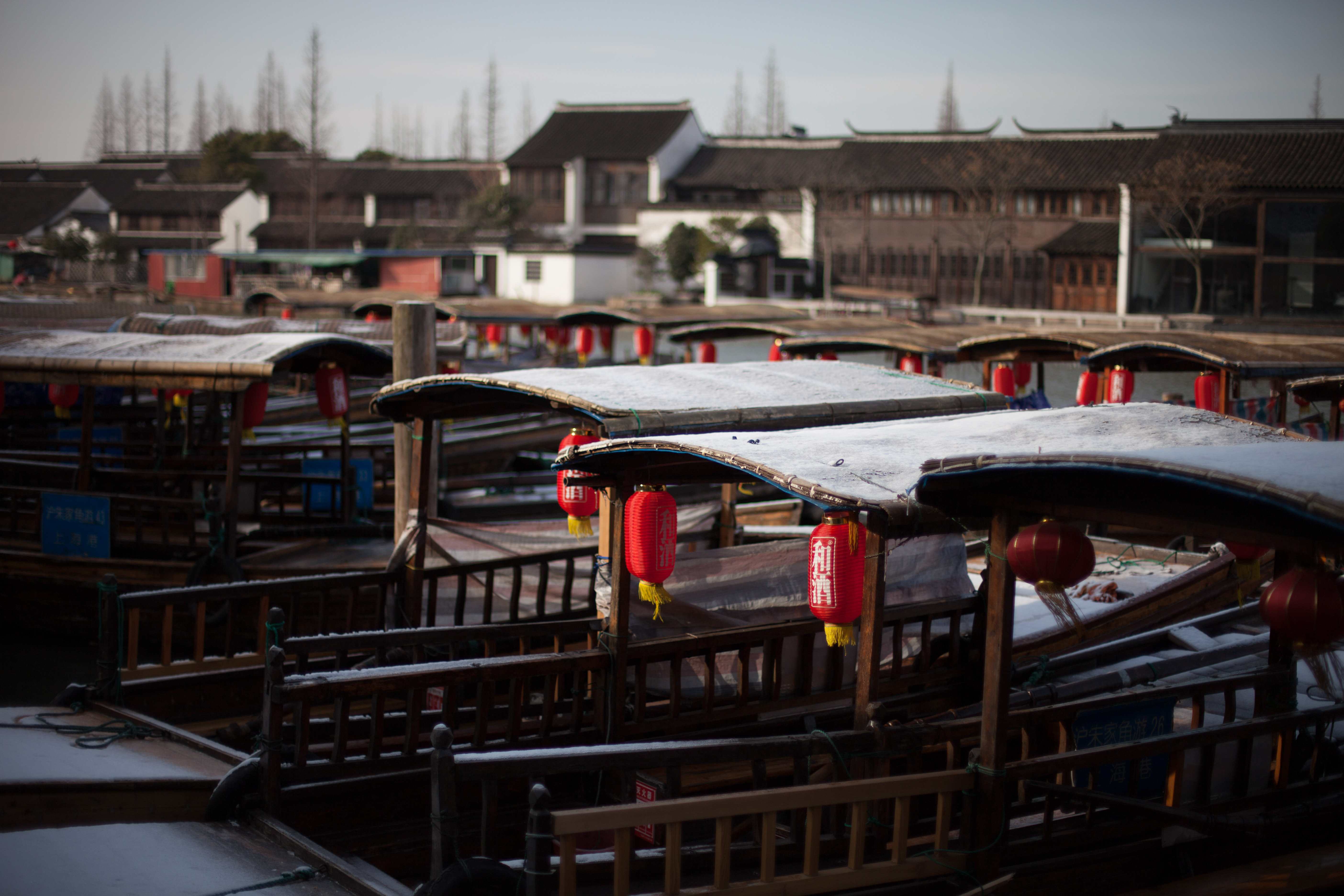
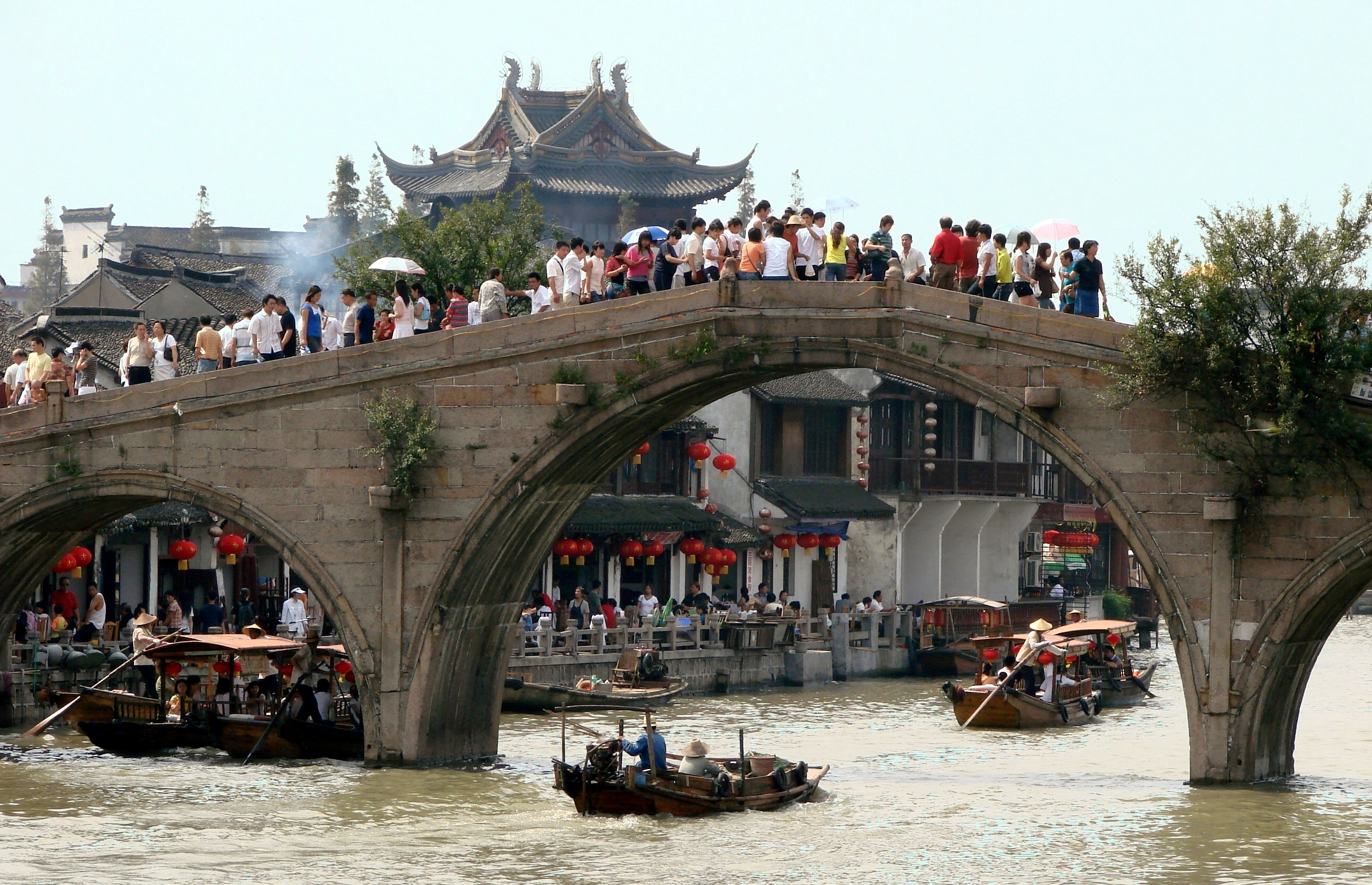